# Alphabet phonétique international braille
L'alphabet phonétique international braille est l'adaptation de l'alphabet phonétique international (API) en braille. Il est reconnu par l'International Council on English Braille (en).

## Histoire
Un équivalent en braille de l'API a pour la première fois été créé par Percy Merrick et W. Pothoff en 1934, et fut publié à Londres ; il fut utilisé en Allemagne et en France en plus de quelques pays anglophones. Mais du fait qu'elle n'était pas mise à jour en parallèle de l'API qui a beaucoup changé à travers les décennies, la version braille est rapidement devenue obsolète. En 1990 seulement, il fut requis par la Braille Authority of the United Kingdom (en) (BAUK) que l'API Braille soit retravaillé, mais le résultat ne fut pas concluant. En 1997, la Braille Authority of North America (en) (BANA) créa un nouveau système aux États-Unis et au Canada, mais il était encombrant et parfois inadéquat, et surtout incompatible avec le reste du monde.
En 2008, la notation de Merrick et Pothoff est révisée par Robert Englebretson, trois ans avant son homologation par la BANA,. Ce système s'inspire très largement de l'original bien que les diacritiques y soient entièrement revus, du fait de leur notation informatique qui a beaucoup modifié leur utilisation par rapport aux années 1930 (la principale différence avec le premier système est leur postposition aux caractères de base). L'API braille d'Englebretson n'offre cependant que peu de moyens de noter les tonèmes (les caractères correspondants doivent parfois être extrapolés) et tous les diacritiques n'y existent pas.

## Alphabet
Ci-dessous, les tableaux de l'alphabet phonétique international sont retranscrits en braille quand l'équivalent est pertinent et qu'il existe (les caractères diacrités, y compris les consonnes éjectives, n'y figurent pas).
| Mode d'articulation | Point d'articulation | Point d'articulation | Point d'articulation | Point d'articulation | Point d'articulation | Point d'articulation | Point d'articulation | Point d'articulation | Point d'articulation | Point d'articulation | Point d'articulation | Point d'articulation | Point d'articulation | Point d'articulation | Point d'articulation | Point d'articulation | Point d'articulation | Point d'articulation | Point d'articulation | Point d'articulation | Point d'articulation | Point d'articulation | Point d'articulation | Point d'articulation | Point d'articulation | Point d'articulation | Point d'articulation | Point d'articulation |
| Mode d'articulation | Labial               | Labial               | Labial               | Labial               | Coronal              | Coronal              | Coronal              | Coronal              | Coronal              | Coronal              | Coronal              | Coronal              | Coronal              | Coronal              | Dorsal               | Dorsal               | Dorsal               | Dorsal               | Dorsal               | Dorsal               | Dorsal               | Dorsal               | Radical              | Radical              | Radical              | Radical              | (aucun)              | (aucun)              |
| Pulmoniques         | Bilabial             | Bilabial             | Lab.-dent.           | Lab.-dent.           | Dental               | Dental               | Alvéol.              | Alvéol.              | Pal.-alv.            | Pal.-alv.            | Rétro.               | Rétro.               | Alv.-pal.            | Alv.-pal.            | Palatal              | Palatal              | Vélaire              | Vélaire              | Labio-vél.           | Labio-vél.           | Uvulaire             | Uvulaire             | Pharyn.              | Pharyn.              | Épiglott.            | Épiglott.            | Glottal              | Glottal              |
| Nasales             |                      | ⠍                    | ⠖⠍                   |                      |                      |                      |                      | ⠝                    |                      |                      |                      | ⠲⠝                   |                      |                      |                      | ⠿                    |                      | ⠫                    |                      |                      |                      | ⠔⠝                   |                      |                      |                      |                      |                      |                      |
| Occlusives          | ⠏                    | ⠃                    |                      |                      |                      |                      | ⠞                    | ⠙                    |                      |                      | ⠲⠞                   | ⠲⠙                   |                      |                      | ⠉                    | ⠔⠚                   | ⠅                    | ⠛                    |                      |                      | ⠟                    | ⠔⠛                   |                      |                      | ⠦⠆                   |                      | ⠆                    |                      |
| Fricatives          | ⠨⠋                   | ⠨⠃                   | ⠋                    | ⠧                    | ⠨⠹                   | ⠻                    | ⠎                    | ⠵                    | ⠱                    | ⠮                    | ⠲⠎                   | ⠲⠵                   | ⠦⠉                   | ⠦⠵                   | ⠖⠉                   | ⠦⠚                   | ⠭                    | ⠨⠛                   |                      |                      | ⠨⠯                   | ⠔⠼                   | ⠖⠓                   | ⠖⠆                   | ⠔⠓                   | ⠔⠆                   | ⠓                    | ⠦⠓                   |
| Spirantes           |                      |                      |                      | ⠦⠧                   |                      |                      |                      | ⠼                    |                      |                      |                      | ⠲⠼                   |                      |                      |                      | ⠚                    |                      | ⠦⠍                   | ⠖⠺                   | ⠺                    |                      |                      |                      |                      |                      |                      |                      |                      |
| Roulées             |                      | ⠔⠃                   |                      |                      |                      |                      |                      | ⠗                    |                      |                      |                      |                      |                      |                      |                      |                      |                      |                      |                      |                      |                      | ⠔⠗                   |                      |                      |                      |                      |                      |                      |
| Battues             |                      |                      |                      | ⠖⠧                   |                      |                      |                      | ⠖⠗                   |                      |                      |                      | ⠲⠗                   |                      |                      |                      |                      |                      |                      |                      |                      |                      |                      |                      |                      |                      |                      |                      |                      |
| Spirantes latér.    |                      |                      |                      |                      |                      |                      |                      | ⠇                    |                      |                      |                      | ⠲⠇                   |                      |                      |                      | ⠦⠽                   |                      | ⠔⠇                   |                      |                      |                      |                      |                      |                      |                      |                      |                      |                      |
| Battues latér.      |                      |                      |                      |                      |                      |                      |                      | ⠦⠼                   |                      |                      |                      |                      |                      |                      |                      |                      |                      |                      |                      |                      |                      |                      |                      |                      |                      |                      |                      |                      |
| Non pulmoniques     |                      |                      |                      |                      |                      |                      |                      |                      |                      |                      |                      |                      |                      |                      |                      |                      |                      |                      |                      |                      |                      |                      |                      |                      |                      |                      |                      |                      |
| Occl. injectives    |                      | ⠦⠃                   |                      |                      |                      |                      |                      | ⠦⠙                   |                      |                      |                      |                      |                      |                      |                      | ⠦⠔⠚                  |                      | ⠦⠛                   |                      |                      |                      | ⠦⠔⠛                  |                      |                      |                      |                      |                      |                      |
| Occl. éjectives     | Voir diacritiques    | Voir diacritiques    | Voir diacritiques    | Voir diacritiques    | Voir diacritiques    | Voir diacritiques    | Voir diacritiques    | Voir diacritiques    | Voir diacritiques    | Voir diacritiques    | Voir diacritiques    | Voir diacritiques    | Voir diacritiques    | Voir diacritiques    | Voir diacritiques    | Voir diacritiques    | Voir diacritiques    | Voir diacritiques    | Voir diacritiques    | Voir diacritiques    | Voir diacritiques    | Voir diacritiques    |                      |                      |                      |                      |                      |                      |
| Fric. éjectives     | Voir diacritiques    | Voir diacritiques    | Voir diacritiques    | Voir diacritiques    | Voir diacritiques    | Voir diacritiques    | Voir diacritiques    | Voir diacritiques    | Voir diacritiques    | Voir diacritiques    | Voir diacritiques    | Voir diacritiques    | Voir diacritiques    | Voir diacritiques    | Voir diacritiques    | Voir diacritiques    | Voir diacritiques    | Voir diacritiques    | Voir diacritiques    | Voir diacritiques    | Voir diacritiques    | Voir diacritiques    |                      |                      |                      |                      |                      |                      |
| Clics centraux      | ⠯⠏                   | ⠯⠏                   |                      |                      | ⠯⠹                   | ⠯⠹                   |                      |                      | ⠯⠞                   | ⠯⠞                   |                      |                      | ⠯⠱                   | ⠯⠱                   |                      |                      |                      |                      |                      |                      |                      |                      |                      |                      |                      |                      |                      |                      |
| Clics latéraux      |                      |                      |                      |                      |                      |                      | ⠯⠇                   | ⠯⠇                   |                      |                      |                      |                      |                      |                      |                      |                      |                      |                      |                      |                      |                      |                      |                      |                      |                      |                      |                      |                      |

| API | Braille |
| --- | ------- |
| ɥ   | ⠲⠓      |
| ɧ   | ⠦⠫      |
| ɫ   | ⠖⠇      |

| Point d'articulation→ | Antérieures | Antérieures | Quasi-antérieur | Quasi-antérieur | Centrales | Centrales | Centrales | Quasi-postérieur | Postérieures | Postérieures |
| Aperture↓             | non arr.    | arr.        | non arr.        | arr.            | non arr.  |           | arr.      | arr.             | non arr.     | arr.         |
| Fermées               | ⠊           | ⠽           |                 |                 | ⠴⠊        |           | ⠴⠥        |                  | ⠲⠥           | ⠥            |
| Pré-fermées           |             |             | ⠌               | ⠔⠽              |           |           |           | ⠷                |              |              |
| Mi-fermées            | ⠑           | ⠳           |                 |                 | ⠲⠑        |           | ⠴⠕        |                  | ⠲⠕           | ⠕            |
| Moyennes              |             |             |                 |                 |           | ⠢         |           |                  |              |              |
| Mi-ouvertes           | ⠜           | ⠪           |                 |                 | ⠲⠜        |           | ⠦⠜        |                  | ⠬            | ⠣            |
| Pré-ouvertes          | ⠩           |             |                 |                 |           | ⠲⠁        |           |                  |              |              |
| Ouvertes              | ⠁           | ⠪           |                 |                 |           |           |           |                  | ⠡            | ⠲⠡           |

### Alphabet latin de base
Les vingt-six lettres de l'alphabet latin de base sont communes à l'API classique et braille.
| Braille | ⠁ | ⠃ | ⠉ | ⠙ | ⠑ | ⠋ | ⠛ | ⠓ | ⠊ | ⠚ | ⠅ | ⠇ | ⠍ |
| API     | a | b | c | d | e | f | ɡ | h | i | j | k | l | m |
| Braille | ⠝ | ⠕ | ⠏ | ⠟ | ⠗ | ⠎ | ⠞ | ⠥ | ⠧ | ⠺ | ⠭ | ⠽ | ⠵ |
| API     | n | o | p | q | r | s | t | u | v | w | x | y | z |

Les caractères suivants sont les seuls ajouts monographiques de l'API braille à cet alphabet.
| Braille | ⠡ | ⠜ | ⠣ | ⠳ | ⠪ | ⠌ | ⠷ | ⠬ | ⠢ | ⠩ | ⠆ | ⠿ | ⠫ | ⠱ | ⠮ | ⠼ | ⠻ |
| API     | ɑ | ɛ | ɔ | ø | œ | ɪ | ʊ | ʌ | ə | æ | ʔ | ɲ | ŋ | ʃ | ʒ | ɹ | ð |

Parmi ces ajouts, on peut noter la logique de renversement du caractère pour en exprimer un autre : ainsi, ⠝ ⠎ ⠵ (/n s z/) renversés deviennent ⠫ ⠱ ⠮ (/ŋ ʃ ʒ/).

### Digrammes
La plupart des caractères en API braille sont des digrammes, dont le premier caractère dépend de la spécificité du phonème noté.
Le caractère ⠲ est utilisé dans la composition des consonnes rétroflexes et de certaines voyelles rares.
| Consonnes rétroflexes | Braille | ⠲⠙ | ⠲⠇ | ⠲⠝ | ⠲⠗ | ⠲⠼ | ⠲⠎ | ⠲⠞ | ⠲⠵ |
| Consonnes rétroflexes | API     | ɖ  | ɭ  | ɳ  | ɽ  | ɻ  | ʂ  | ʈ  | ʐ  |

| Voyelles | Braille | ⠲⠁ | ⠲⠡ | ⠲⠑ | ⠲⠜ | ⠲⠓ | ⠲⠕ | ⠲⠥ |
| Voyelles | API     | ɐ  | ɒ  | ɘ  | ɜ  | ɥ  | ɤ  | ɯ  |

Le caractère ⠔ sert à la composition des caractères de l'API qui sont affichés en petites capitales (l'astérisque marque les exceptions à cette indication).
| Braille | ⠔⠃ | ⠔⠛ | ⠔⠓ | ⠔⠚ | ⠔⠇ | ⠔⠝ | ⠔⠪ | ⠔⠗ | ⠔⠼ | ⠔⠽ | ⠔⠆ |
| API     | ʙ  | ɢ  | ʜ  | ɟ* | ʟ  | ɴ  | ɶ  | ʀ  | ʁ  | ʏ  | ʢ* |

Le caractère ⠦, qui sert en braille de point d'interrogation, est utilisé pour retranscrire divers ornements des caractères de l'API comme la boucle ou le crochet (l'astérisque marque les exceptions à cette indication).
| Braille | ⠦⠃ | ⠦⠙ | ⠦⠔⠚ | ⠦⠛ | ⠦⠔⠛ | ⠦⠓ | ⠦⠫ | ⠦⠚ | ⠦⠇ | ⠦⠉ | ⠦⠵ | ⠦⠧ | ⠦⠽ | ⠦⠍ | ⠦⠼ | ⠦⠜ | ⠦⠆ |
| API     | ɓ  | ɗ  | ʄ   | ɠ  | ʛ   | ɦ  | ɧ  | ʝ  | ɬ  | ɕ  | ʑ  | ʋ* | ʎ* | ɰ  | ɺ  | ɞ* | ʡ* |

Le caractère⠨ sert à la retranscription des consonnes fricatives notées par des lettres de l'alphabet grec.
| Braille | ⠨⠋ | ⠨⠃ | ⠨⠹ | ⠨⠛ | ⠨⠯ |
| API     | ɸ  | β  | θ  | ɣ  | χ  |

Le caractère ⠴ est utilisé pour les voyelles barrées.
| Braille | ⠴⠊ | ⠴⠕ | ⠴⠥ |
| API     | ɨ  | ɵ  | ʉ  |

Le caractère ⠖ a un usage plus varié (crochets et consonnes battues entre autres).
| Braille | ⠖⠉ | ⠖⠗ | ⠖⠧ | ⠖⠍ | ⠖⠓ | ⠖⠇ | ⠖⠺ | ⠖⠆ |
| API     | ç  | ɾ  | ⱱ  | ɱ  | ħ  | ɫ  | ʍ  | ʕ  |

Enfin, le caractère ⠯ est utilisé pour les clics.
| Braille | ⠯⠏ | ⠯⠹ | ⠯⠞ | ⠯⠱ | ⠯⠇ |
| API     | ʘ  | ǀ  | ǃ  | ǂ  | ǁ  |

## Diacritiques
Les diacritiques sont toujours composées au moins par un digramme, le premier caractère servant à indiquer la position du signe (suscrit, souscrit ou inscrit).
| Diacritiques suscrites | Braille | ⠈⠫ | ⠈⠦ | ⠈⠒ | ⠈⠻ | ⠈⠉ | ⠈⠭ | ⠈⠙ | ⠈⠷ | ⠈⠌ | ⠈⠡ | ⠈⠠⠌ | ⠈⠠⠡ | ⠈⠩ | ⠈⠊ | ⠈⠔ | ⠈⠢ | ⠈⠑ | ⠈⠲ | ⠈⠬ |
| Diacritiques suscrites | API     | ◌̊  | ◌̌  | ◌̈  | ◌̃  | ◌̄  | ◌̽  | ◌̚  | ◌̆  | ◌́  | ◌̀  | ◌̋   | ◌̏   | ◌̂  | ◌̜᷄  | ◌᷅  | ◌᷆  | ◌᷇  | ◌᷈  | ◌᷉  |

| Diacritiques souscrites | Braille | ⠠⠫ | ⠠⠦ | ⠠⠒ | ⠠⠻ | ⠠⠯ | ⠠⠹ | ⠠⠖⠹ | ⠠⠶ | ⠠⠕ | ⠠⠪ | ⠠⠬ | ⠠⠤ | ⠠⠎ | ⠠⠱ | ⠠⠣ | ⠠⠜ | ⠠⠆ | ⠠⠾ |
| Diacritiques souscrites | API     | ◌̥  | ◌̬  | ◌̤  | ◌̰  | ◌̼  | ◌̪  | ◌̺   | ◌̻  | ◌̹  | ◌̜  | ◌̟  | ◌̠  | ◌̙  | ◌̘  | ◌̞  | ◌̝  | ◌̩  | ◌̯  |

| Diacritiques inscrites | Braille | ⠐  | ⠐⠄ | ⠐⠻ | ⠐⠗ |
| Diacritiques inscrites | API     | ◌͡◌ | ◌ʼ | ◌̴  | ◌˞ |

Les diacritiques centrales, qui utilisent le caractère⠐, sont notées de la même façon que les ligatures. Ainsi, /ʧ/ et /t͡ʃ/ sont par exemple tous deux notés ⠞⠐⠱. Il est à noter également que les consonnes éjectives sont marquées avec ce qui apparaît comme une apostrophe ligaturée (/tʼ/ devient par exemple ⠞⠐⠄).
Le caractère⠈ qui indique un caractère suscrit est aussi utilisé pour marquer l'articulation secondaire. Ainsi, /kʲ/ est retranscrit ⠅⠈⠚  et /kˠ/ devient ⠅⠈⠨⠛.

## Accents toniques, tons et prosodie
L'accentuation, les tons et la prosodie sont marqués par des digrammes ou des trigrammes introduits par le caractère ⠸.
| Prosodie et accentuation | Braille | ⠸⠃ | ⠸⠆ | ⠸⠳ | ⠸⠿ | ⠸⠇  | ⠸⠮ | ⠸⠫ | ⠸⠙ | ⠸⠴ |
| Prosodie et accentuation | API     | ˈ◌ | ˌ◌ | \| | ‖  | ◌‿◌ | ꜜ  | ꜛ  | ↗  | ↘  |

| Tons | Braille | ⠸⠈⠉ | ⠸⠉ | ⠸⠒ | ⠸⠤ | ⠸⠠⠤ | ⠸⠌ | ⠸⠡ | ⠸⠊ | ⠸⠔ | ⠸⠑ | ⠸⠢ | ⠸⠲  | ⠸⠬  |
| Tons | API     | ˥   | ˦  | ˧  | ˨  | ˩   | ˩˥ | ˥˩ | ˧˥ | ˩˧ | ˥˧ | ˧˩ | ˨˦˨ | ˦˨˦ |

## Ponctuation
La ponctuation de l'API braille est séparée en deux parties distinctes : les caractères définis en braille depuis leur équivalent en API et ceux qui sont définis depuis leur équivalent dans l'alphabet normal.
| Ponctuation API | Braille | ⠄ | ⠂ | ⠤ | ⠸⠕ |
| Ponctuation API | API     | . | , | - | →  |

| Ponctuation standard | Braille | ⠘⠌ | ⠘⠷ | ⠘⠾ |
| Ponctuation standard | API     | /  | [  | ]  |

Ces trois marques de ponctuation sont utilisées avec le caractère ⠘ en introduction pour indiquer qu'ils ne font pas partie de la notation phonétique. Il peut être doublé et ainsi être employé à la manière d'une parenthèse.
| Braille | ⠰       | ⠰⠰            | ⠰⠆          |
| API     | non API | début non API | fin non API |